# Luiza Złotkowska
Luiza Złotkowska (n. 25 mai 1986, Varșovia, Polonia) este o sportivă ce a reprezentat Polonia, medaliată olimpică. A participat la 3 ediții ale Jocurilor Olimpice (2010, 2014, 2018) în care a câștigat o medalie de argint și o medalie de bronz.